# Przemeszew
Przemeszew (inne nazwy: Małochlebówka, Mrozówka, Potok Rzędziński) – potok w woj. małopolskim przebiegający przez gminę oraz miasto Tarnów. Przemeszew jest prawobrzeżnym dopływem Wątoku.

## Charakterystyka
Ciek bierze swoje źródła w Tarnowie, na osiedlu Krzyżu, na wysokości ok. 245 m n.p.m. Przebiega przez tereny rolnicze i zabudowane Tarnowa oraz gminy Tarnów, by ujść do Wątoku w okolicy ulic Lwowskiej i Okrężnej w Tarnowie.
Długość potoku wynosi 6,47 km, a jego zlewnia obejmuje obszar o powierzchni 11,81 km². Na cieku nie prowadzono pomiarów średniego rocznego przepływu, ale według obliczeń wynosi on ok. 0,104 m³/s. W cieku nie występują ryby ze względu na brak warunków do ich bytowania.
Historycznie na potoku działała piła tartaczna z XVIII w., oraz dwa młyny z XIX wieku.